# Pasqual Maragall i Mira
Pasqual Maragall i Mira   (Barcelona, 13 de gener de 1941) és un destacat polític català, alcalde de Barcelona de 1982 a 1997 i president de la Generalitat de Catalunya des de desembre de 2003 fins a novembre del 2006.

## Biografia

### Inicis
Fill de Jordi Maragall i Noble, i net del poeta Joan Maragall i Gorina, estudià a l'escola Virtèlia i va ser membre de l'escoltisme a l'agrupament escolta de la Confraria. És llicenciat en Dret i en Econòmiques per la Universitat de Barcelona, on va estudiar entre 1957 i 1964. Participà activament en la lluita clandestina contra la dictadura franquista a la universitat, on fou un dels líders de Nova Esquerra Universitària. El 1959 intervingué en la constitució de l'Associació Democràtica Popular de Catalunya (ADPC), antecedent del Front Obrer de Catalunya (FOC), on va ser membre del comitè executiu des de l'any 1963 fins a la seva dissolució. Posteriorment prengué part en la formació de Convergència Socialista de Catalunya l'any 1974, embrió del futur Partit dels Socialistes de Catalunya, del qual va ser un membre destacat.
Des de l'any 1965, treballà de funcionari tècnic al gabinet de programació de l'Ajuntament de Barcelona, a les ordres de l'alcalde Josep Maria de Porcioles, a qui lliurà la medalla d'or de la ciutat de Barcelona el 1983. Entre 1971 i 1973 va fer una estada amb la seva família a Nova York, on va obtenir el Master of Arts en Economia a la New School University. Es va reintegrar a l'Ajuntament de Barcelona i a les classes d'economia urbana i economia internacional com a professor adjunt interí a la Facultat d'Econòmiques de la Universitat Autònoma de Barcelona, on cinc anys més tard presentaria la seva tesi doctoral Els preus del sòl urbà. El cas de Barcelona (1948-1978).
L'any 1979 es presentà a les eleccions municipals de Barcelona al segon lloc de la llista del Partit dels Socialistes de Catalunya darrere de Narcís Serra, que el nomenà tinent d'alcalde.

### Alcalde de Barcelona (1982-1997)

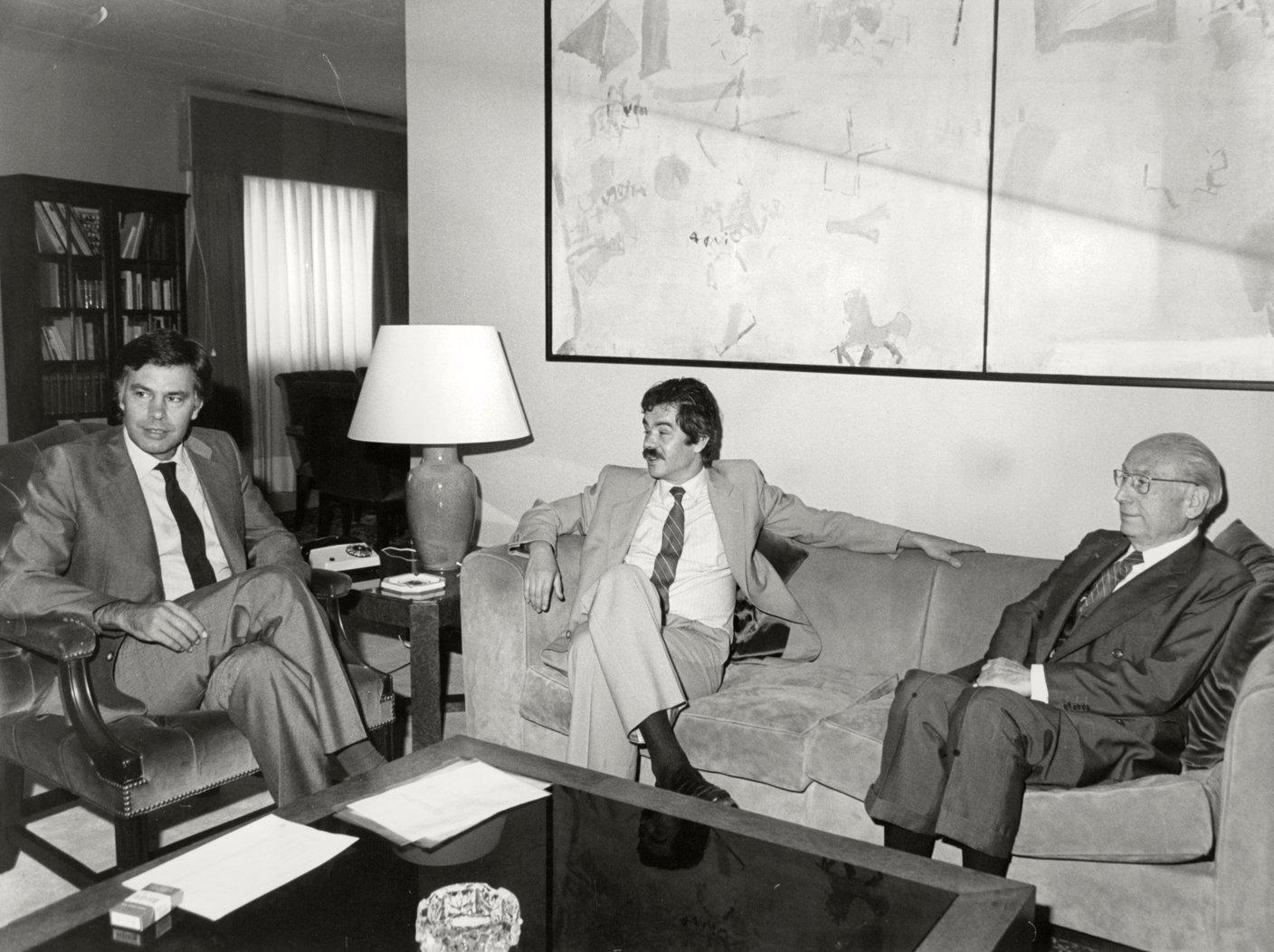
Felipe González rep els alcaldes de Madrid i Barcelona, Enrique Tierno Galván i Pasqual Maragall el 1983.

L'any 1982, després de la victòria del PSOE a les eleccions generals i la marxa de Narcís Serra al Govern espanyol, fou elegit alcalde de Barcelona.
La victòria del PSC a les eleccions municipals del 1983 el va confirmar en el càrrec. Posteriorment va ser reelegit a les següents eleccions municipals de 1987 i 1991. El 1992 prengué possessió de la presidència del Consell de Municipis i Regions d'Europa. Com a batlle de la ciutat, el 1986 guanya la candidatura —iniciada en temps de Narcís Serra— per organitzar els XXV Jocs Olímpics d'estiu de 1992 que esdevenen un èxit i promocionen la ciutat a nivell mundial. Aquell mateix any el Col·legi d'Economistes de Catalunya el distingeix com a col·legiat de mèrit.
A les eleccions municipals del maig del 1995 s'imposà a la candidatura de Miquel Roca i Junyent i fou reelegit per tercera vegada consecutiva batlle de Barcelona. El març del 1996 fou elegit president del Comitè de les Regions de la Unió Europea, en substitució del francès Jacques Blanc.
El setembre del 1997 deixà l'alcaldia de Barcelona, tal com havia anunciat el novembre de l'any anterior en un congrés del PSC de Barcelona, i s'instal·là per un temps a Roma. Fou substituït per Joan Clos. Aquest mateix any fou elegit president honorífic del Consell de Municipis i Regions d'Europa.

### Cap de l'Oposició (1999-2003)
El 1998 acceptà la candidatura socialista a la presidència de la Generalitat per a les eleccions al Parlament de Catalunya de 1999. El 1999 es creà la plataforma Ciutadans pel Canvi amb la voluntat de donar suport Pasqual Maragall amb l'objectiu d'aconseguir l'alternança al Govern de la Generalitat després de gairebé vint anys de pujolisme.
A les eleccions del 17 d'octubre de 1999, la coalició Partit dels Socialistes de Catalunya - Ciutadans pel Canvi, encapçalada per Maragall, obtingué la majoria relativa de vots i 50 escons, insuficients per arribar a la presidència de la Generalitat a causa del sistema electoral espanyol, que prima les províncies de Tarragona, Girona i Lleida sobre la de Barcelona, tradicional feu socialista. Tot i això, els resultats de 1999 foren els millors resultats de la història del PSC en unes eleccions al Parlament de Catalunya.
Així doncs, Convergència i Unió obtingué 56 escons i el president del Parlament, Joan Rigol, encarregà Pujol tornar a formar govern. El dia 17 de novembre de 1999, Pujol fou reelegit president de la Generalitat en primera sessió amb el suport del Partit Popular, el vot en contra de PSC i Iniciativa per Catalunya-Verds i l'abstenció d'ERC, el que li suposà 68 vots a favor, 55 en contra i 12 abstencions.
El 2000 Maragall presentà un «Govern alternatiu» amb la voluntat de «marcar l'acció del govern en cada departament» i «explicar a la ciutadania com s'hauria de fer». La composició del Govern alternatiu era: Pasqual Maragall (President), Joaquim Nadal (Conseller Primer, d'Educació i de Treball), Assumpta Baig i Torras (Consellera adjunta d'Educació), Josep Maria Rañé (Conseller adjunt de Treball), Martí Carnicer i Vidal (Conseller d'Economia, Josep Maria Vallès (Conseller de Presidència i Justícia), Antoni Siurana (Conseller de Governació i Interior), Marina Geli (Consellera de Salut i Benestar Social, Carme Figueras i Siñol (Consellera adjunta de Sanitat), Miquel Barceló i Roca (Conseller d'Universitats, Indústria i Societat de la Informació), Teresa Serra i Majem (Consellera adjunta de Societat de la Informació), Montserrat Duch i Plana (Consellera adjunta d'Universitats), Josep Maria Carbonell i Abelló (Conseller de Cultura i Audiovisual), Ramon Vilalta i Oliva (Conseller d'Agricultura, Turisme i Comerç), Montserrat Tura (Consellera de Medi Ambient), Oriol Nel·lo (Conseller de Política Territorial), Manel Nadal (Secretari General).
L'any 2001 Maragall presentà al registre del Parlament una moció de censura contra el President de la Generalitat, amb l'única voluntat de presentar un programa alternatiu de Govern. La moció fou molt polèmica pel fet que respongués a ella el conseller en cap, Artur Mas, en lloc del president de la Generalitat. Finalment i com era de preveure, la moció fou rebutjada per 55 vots a favor de PSC i ICV, 68 vots en contra de Convergència i Unió i PP, i 12 abstencions d'Esquerra Republicana de Catalunya.

### President de la Generalitat (2003-2006)

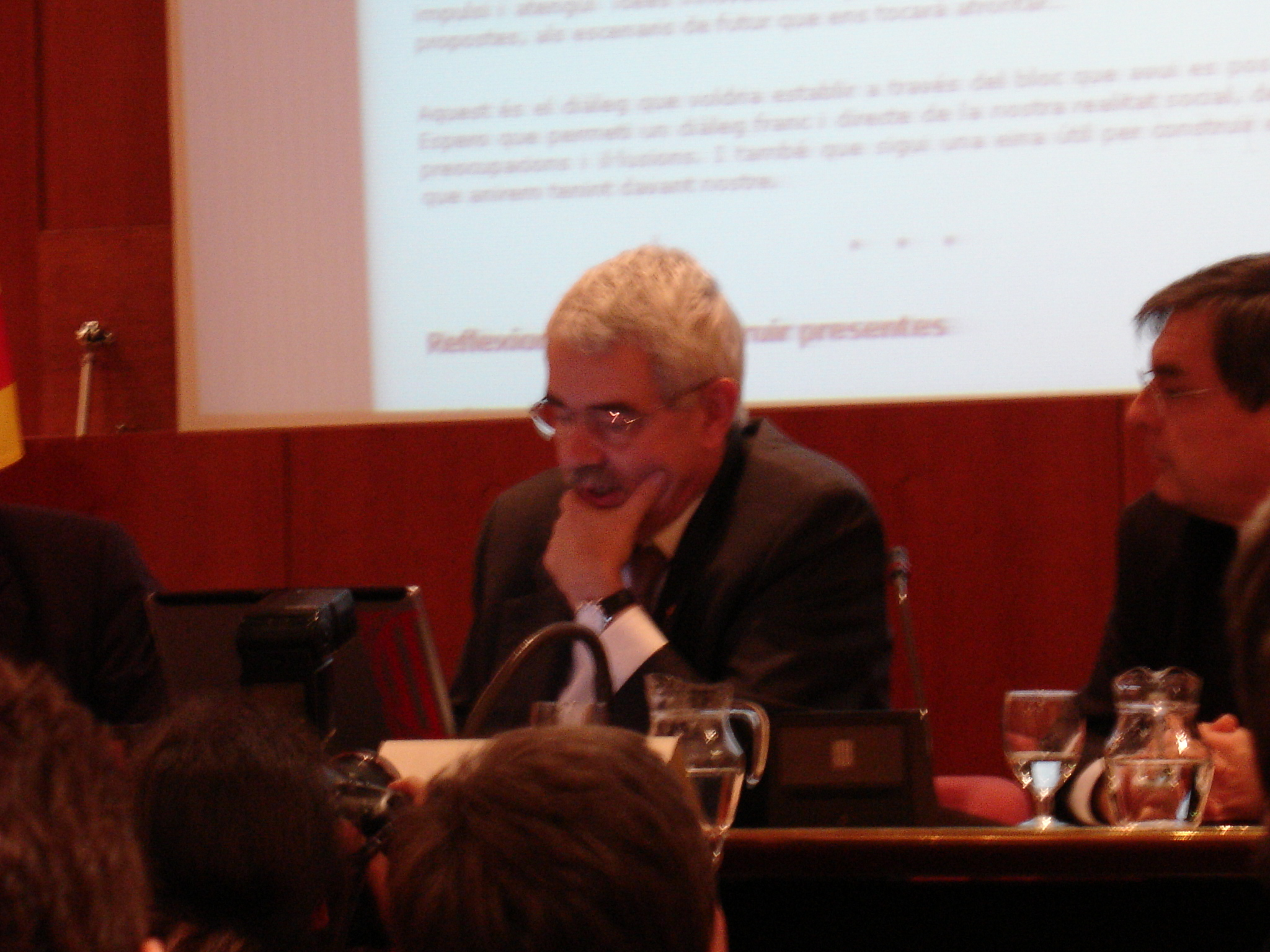
Pasqual Maragall, en un acte públic

A les eleccions del 16 de novembre de 2003, Pasqual Maragall tornà a encapçalar, aquest cop com a favorit, la candidatura del Partit dels Socialistes - Ciutadans pel Canvi al Parlament de Catalunya per la circumscripció de Barcelona, sota el lema «El canvi per a Catalunya», per intentar desbancar la federació de Convergència i Unió del Govern.
El Partit dels Socialistes tornà a obtenir el major nombre de vots i 42 escons, tot i que CiU tornà a esdevenir el grup parlamentari majoritari al Parlament amb el conseller en cap Artur Mas com a candidat a la presidència de la Generalitat.
La nit electoral Maragall va reconèixer que el resultat «no era l'esperat» tot i que va remarcar «la victòria de les esquerres» i es va mostrar disposat a «assumir la seva responsabilitat» per encapçalar un govern de progrés. Al llarg de les setmanes següents, Esquerra Republicana de Catalunya va negociar per separat amb CiU i PSC amb la voluntat de formar un govern de concentració nacional, proposta que fou rebutjada per Maragall.
Finalment, el Partit dels Socialistes de Catalunya, Esquerra Republicana de Catalunya i Iniciativa per Catalunya Verds - Esquerra Alternativa signaren el 14 de desembre de 2003 l'Acord per a un Govern Catalanista i d'Esquerres a la Generalitat de Catalunya o Acord del Tinell, en referència al Saló del Tinell del Palau Reial Major de Barcelona, lloc on els líders de les tres formacions signaren el pacte. El 16 de desembre, Pasqual Maragall fou investit pel Parlament de Catalunya amb 74 vots a favor i 61 en contra nou president de la Generalitat, càrrec del qual prengué possessió oficialment el 20 de desembre de 2003. D'aquesta manera es consumà el canvi polític i el pas de Convergència i Unió a l'oposició després de vint-i-tres anys de govern.
El 22 de desembre va prendre possessió del nou govern de la Generalitat, amb alguns canvis d'estructura o nomenclatura:
- El departament de Sanitat i Seguretat Social va passar a anomenar-se departament de Salut
- El departament d'Ensenyament a departament d'Educació.

En el seu primer discurs de Cap d'Any de 2003, Maragall va assegurar que el seu predecessor havia «encarnat amb dignitat evident la més alta magistratura de Catalunya».
Durant les primeres setmanes de govern, Josep Lluís Carod-Rovira va cessar a petició pròpia el 28 de gener de 2004 com a conseller en cap de la Generalitat arran de les seves converses amb ETA, càrrec en el qual va ésser substituït al cap d'un mes pel també republicà Josep Bargalló, que a la vegada va ésser substituït al departament d'Ensenyament per Marta Cid. Pere Esteve també va deixar el Govern, però per motius de salut, i va ser substituït al departament de Comerç, Turisme i Consum pel portaveu d'ERC al Parlament de Catalunya Josep Huguet.

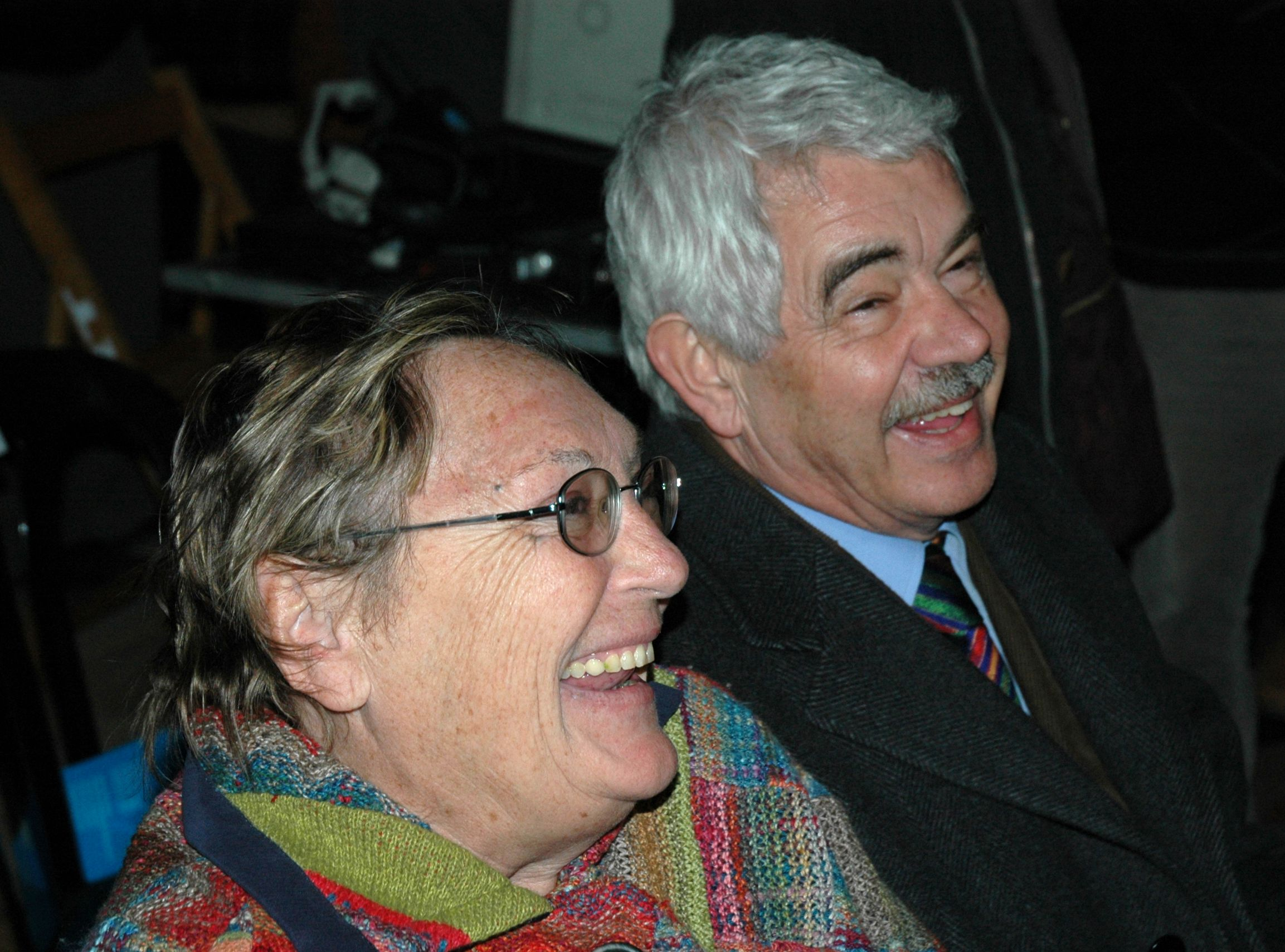
Pasqual Maragall i la seva muller Diana Garrigosa

El seu mandat va estar marcat per la redacció i aprovació de l'Estatut d'Autonomia de Catalunya de 2006. El 21 de juny de 2006, poc després del referèndum estatutari, Pasqual Maragall anuncia que no es presentarà a les pròximes eleccions catalanes. Durant una visita a l'escola Mare Nostrum de Barcelona, Maragall contestà a la pregunta d'un dels alumnes sobre la seva candidatura i anuncia que no es presentaria a les eleccions catalanes. Per aquells dies la seva muller, Diana Garrigosa, manifestava la seva voluntat prou eloqüent de donar-se de baixa del Partit dels Socialistes de Catalunya. Posteriorment, Maragall va fer oficial la seva posició en una roda de premsa des del Palau de la Generalitat, i poc després va explicar el fet de no ser candidat per causa del fet que ningú del seu partit li ho havia demanat.
També fou conegut per les «maragallades», declaracions i actuacions més enllà del que es considerava políticament correcte.

### L'expresident
Al final de 2006, feu pública la seva intenció d'entrar al consell d'administració del consorci europeu que construeix l'Airbus com a representant de l'estat espanyol. Fins a la data, el seu desig no s'ha materialitzat.
L'abril de 2007, un mes abans de les eleccions municipals, Pasqual Maragall va fer un seguit de declaracions en les quals es queixava de l'actitud deslleial cap a la seva persona del president Zapatero i del mateix PSC al final del seu mandat com a president. Tant és així que en un míting a favor de l'Estatut celebrat al Pavelló de la Mar Bella el juny del 2006, Diana Garrigosa, muller de Pasqual Maragall li va preguntar a José Luis Rodríguez Zapatero «¿qué te ha hecho mi marido para que lo trates tan mal?». Durant els mesos següents, va decidir deixar de ser militant del Partit dels Socialistes de Catalunya i va declarar que no seria candidat del partit europeu el qual promou, que és el Partit Demòcrata Europeu, registrat a Catalunya com a Partit Català d'Europa.

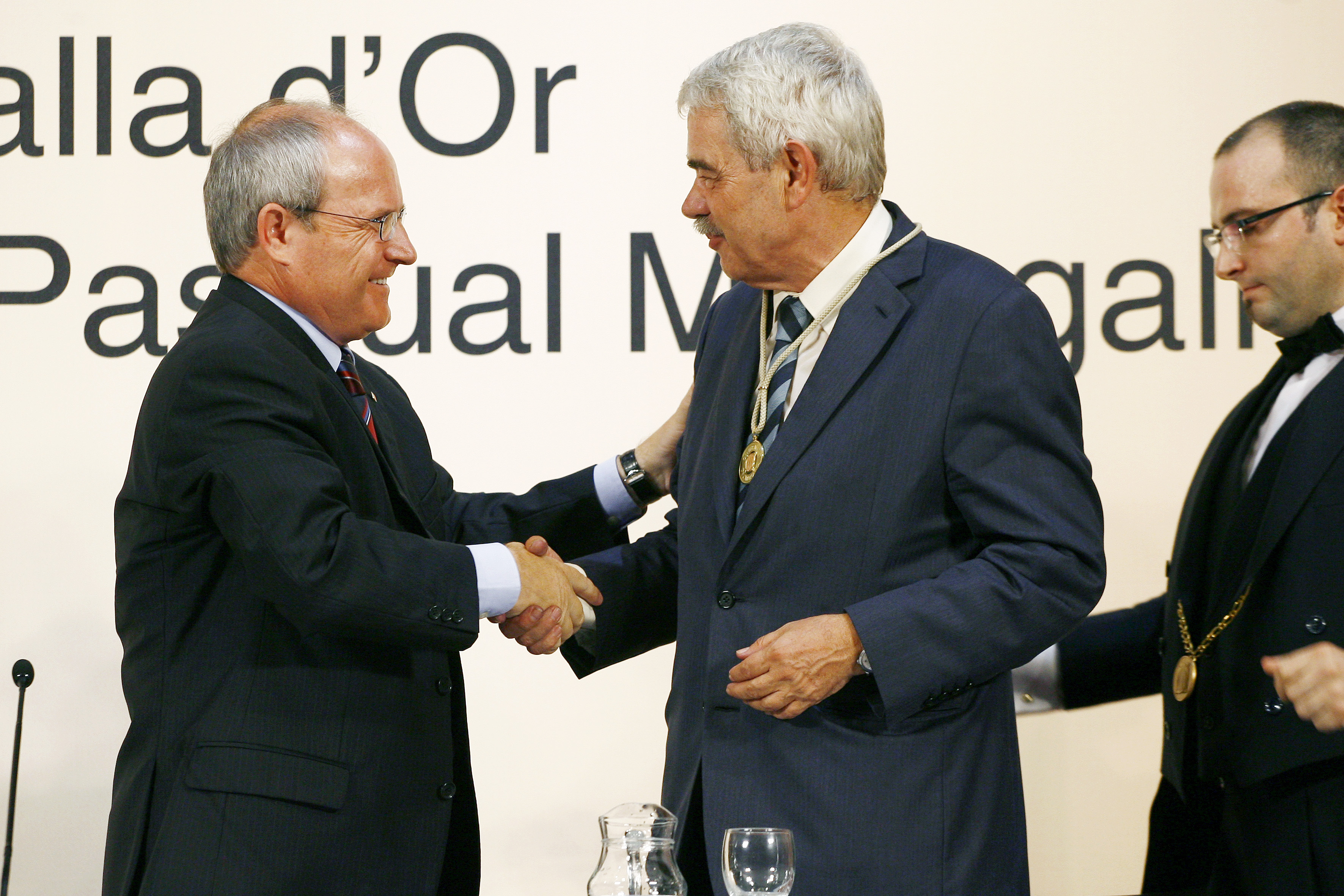
Pasqual Maragall rebent la Medalla d'Or de la Generalitat (setembre de 2007)

Durant el 20 de setembre del mateix any, rebé juntament amb Jordi Pujol la Medalla d'Or de la Generalitat lliurada pel president Montilla.
El 20 d'octubre de 2007 Maragall va anunciar públicament que patia la malaltia d'Alzheimer i que dedicaria els seus esforços en lluita contra la malaltia, però sense abandonar la resta de les seves activitats.
El 29 de març de 2008 fou elegit Català de l'Any i anuncià la presentació d'una fundació dedicada a la lluita contra la malaltia que pateix. A l'abril de 2008 va tenir lloc la creació de la Fundació Pasqual Maragall per a la Recerca Sobre l'Alzheimer, que promou la recerca científica per a la prevenció i la cura de l'Alzheimer i malalties neurodegeneratives relacionades.
L'octubre de 2009 va redactar el Manifest de Juneda reclamant un tancament de caixes si el Constitucional no dictava una sentència «ferma i justa» sobre l'Estatut en menys de 30 dies.
L'any 2010 s'estrenà la pel·lícula documental Bicicleta, cullera, poma, realitzada per Carles Bosch i guanyadora del Gaudí a la millor pel·lícula documental en la seva edició del 2011, que segueix Pasqual Maragall i la seva família durant dos anys, en el seu dia a dia quotidià i la seva lluita contra l'Alzheimer.
L'11 de setembre de 2013 va participar en la Via Catalana al Passeig de Gràcia de Barcelona, juntament amb el seu germà i exconseller Ernest Maragall. Va ser aclamat a la seva arribada amb crits de President, president.

## Família
Pasqual Maragall és fill de Jordi Maragall i Noble i net del poeta Joan Maragall i de Clara Noble. És germà d'Ernest Maragall i Mira, Pau Malvido i Jordi Maragall i Mira. Fou l'espòs de Diana Garrigosa i és pare de Cristina Maragall.
També és nebot d'Ernest Maragall i Noble, Joan-Anton Maragall i Noble i Helena Maragall i cosí germà de Joan-Anton Maragall i Garriga i Julio Maragall.

## Guardons
Orde Olímpic d'or
Distinció de col·legiat de mèrit del Col·legi d'Economistes de Catalunya (1986)